# Alto Santo
Alto Santo é um município brasileiro do estado do Ceará. Localiza-se na microrregião do Baixo Jaguaribe, mesorregião do Jaguaribe. O município possui 16 360 habitantes, distribuídos em 1338,743 km². Tornou-se município pela Lei n° 3.814, de 13 de setembro de 1957, publicada no Diário Oficial do Estado do Ceará nº 6.983, ano XXIV, de 26 de setembro de 1957. O município foi instalado oficialmente em 1 de junho de 1958, quando se desmembrou da cidade de Limoeiro do Norte.
O desmembramento de Limoeiro criou novas cidades no Ceará nos anos 1950: Tabuleiro do Norte, Alto Santo (distrito sede e distrito do Castanhão) e São João do Jaguaribe.
Em 2023, a Assembleia Legislativa do Ceará reconheceu Alto Santo como "Capital Cearense do Forró".

## Etimologia
Um dos primeiros nomes de Alto Santo foi Utuva. O topônimo tem origem tupi e significa U = água, e tuba = abundante. depois Viúva,Alto do Bodes, Alto Santo da Viúva e, desde 1938, Alto Santo.

## História
Este município localiza-se dentro do território no qual habitavam índios, como os potiguaras, paiacus, tapairius, panatis, icós e ariús.

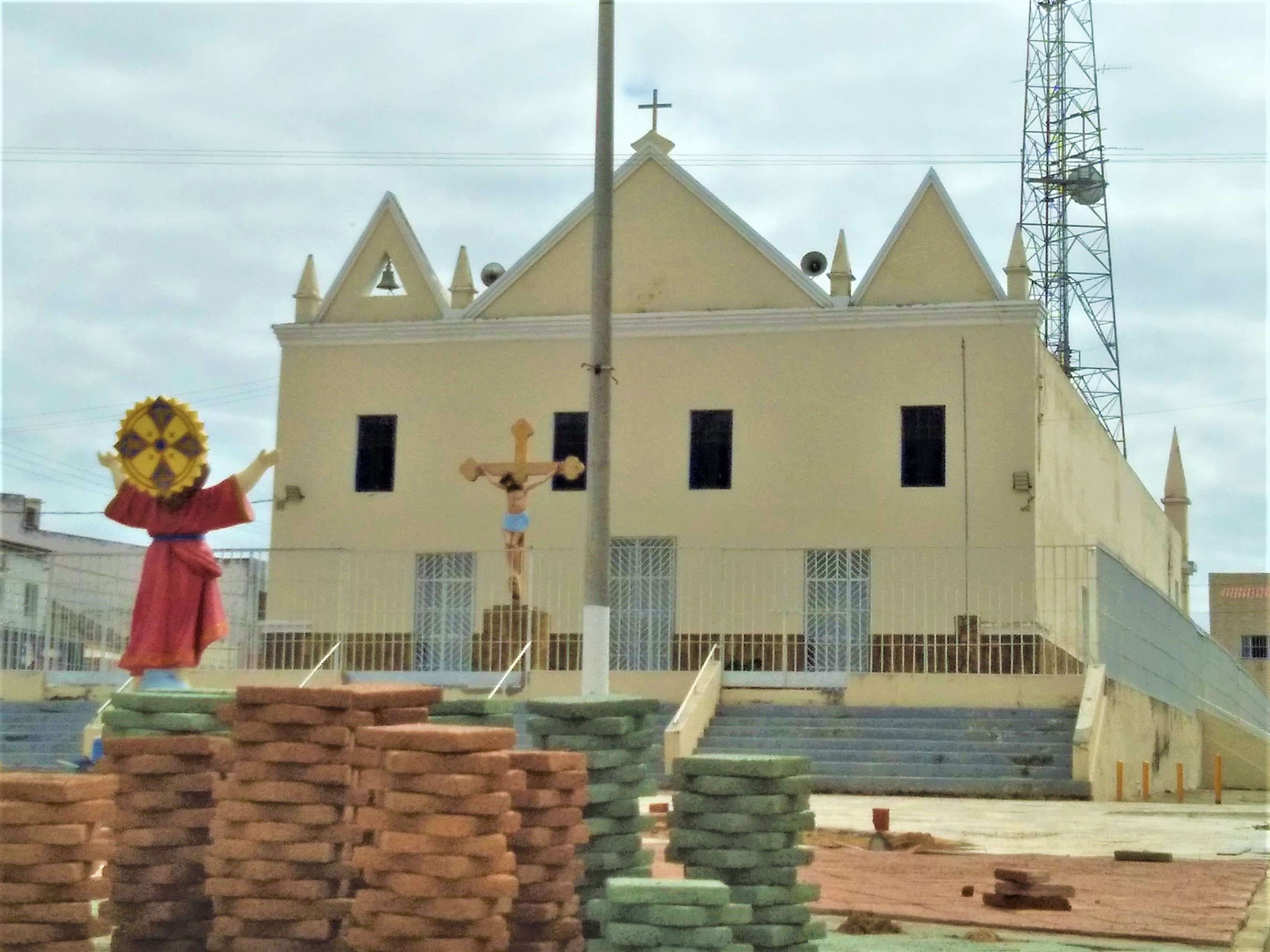
Igreja Matriz Menino Deus.

No início do século XIX surge um núcleo urbano ao redor de uma fazenda da época, de carne seca e charque. O Capitão Simplício de Holanda Bezerra, fazendeiro e proprietário de terras, tomou a iniciativa de construir uma capela (1866) em homenagem ao Menino Deus (padroeiro da cidade), na qual eram enterrados os mortos da localidade até 1880, quando foi inaugurado o cemitério local.
O primeiro passo para a conquista de autonomia administrativa foi a criação do distrito de Alto Santo da Viúva pelo Ato Provincial de 24 de março de 1871, subordinado ao município de Limoeiro. Por meio do  Decreto Estadual n.º 378, de 20 de outubro de 1938, o distrito de Alto Santo da Viúva passou a denominar-se simplesmente Alto Santo.
A região de Alto Santo fez parte da antiga cidade do Limoeiro (hoje Limoeiro do Norte) entre o final do século XIX e 1958.

## Geografia

### Clima
Tropical quente semiárido com pluviometria média de 700 mm com chuvas concentradas de fevereiro a abril.

### Hidrografia e recursos hídricos
As principais fontes de água são: Rio Jaguaribe e Rio Figueiredo, Riacho Várzea Grande, Lagoas do Junco e Grande.

### Relevo e solos
As principais elevações são os serrotes no distrito de Castanhão.

### Vegetação
Composta por caatinga arbustiva aberta e floresta caducifólia espinhosa.

### Subdivisão
O município tem dois distritos: Alto Santo (sede), Castanhão.

## Economia
A cidade de Alto Santo possui uma densidade demográfica de 12,22 hab/km², segundo o último censo do IBGE. Apesar de suas riquezas naturais, ainda é uma cidade em fase de urbanização inicial. Apesar de sua extensão territorial, sua população estimada em 2019 é de pouco mais de 17 mil habitantes (aproximadamente a 121ª maior população entre os 184 municípios cearenses).
Diante desse panorama, o município possui maior força no setor primário, especialmente no desenvolvimento da agricultura (especialmente no desenvolvimento da cultura de algodão arbóreo e herbáceo, caju, arroz, milho e feijão. Também a pecuária tem ganhado destaque (com rebanhos bovinos, suínos e avícolas).
Outro setor importante é a expectativa de maior extrativismo mineral, em virtude da existência dos minerais como schelita e ametista nas regiões de Jardim e Taborda.

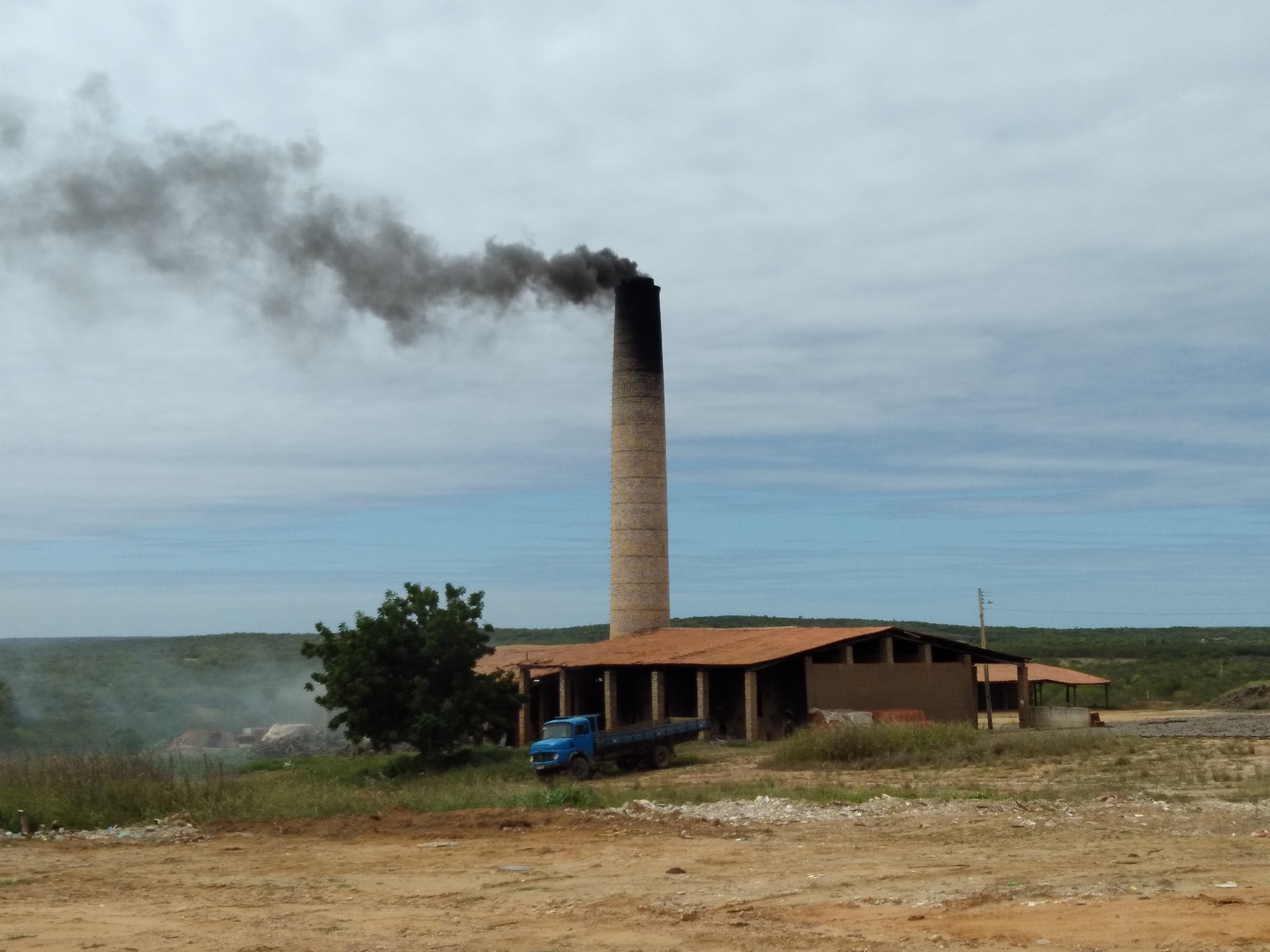
Olaria em Jardim, Alto Santo.

Nos últimos anos, a cidade tem vivenciado um crescimento no setor do comércio e no desenvolvimento de pequenas indústrias de produtos minerais não-metálicos, indústrias de confecção, indústrias alimentares e madeireira. Além disso, conta com aproximadamente 10 indústrias de cerâmica.
Segundo as informações do IBGE (censo de 2010), mais da metade da população vive com rendimento nominal mensal per capita de até 1/2 salário mínimo. E, quando considerados apenas os trabalhadores formais, a média salarial é de apenas 1,4 salários mínimos. Isso significa, segundo o IBGE, que a média salarial de Alto Santo é uma das 30 menores do Ceará (posição 161 de 184). Menos de 1.500 pessoas são consideradas ocupadas (empregadas e ativas).
Em 2010, o município apresentou apenas 12.9% de domicílios com esgotamento sanitário adequado. 83.6% de domicílios urbanos em vias públicas com arborização e 0% de domicílios urbanos em vias públicas com urbanização adequada (presença de bueiro, calçada, pavimentação e meio-fio). Quando comparado com os outros municípios do estado, oscila entre as posições 112 e 164 dentre os 184 municípios do Estado.

## Cultura e Esporte
O principal evento cultural é festa do padroeiro, Menino Deus.

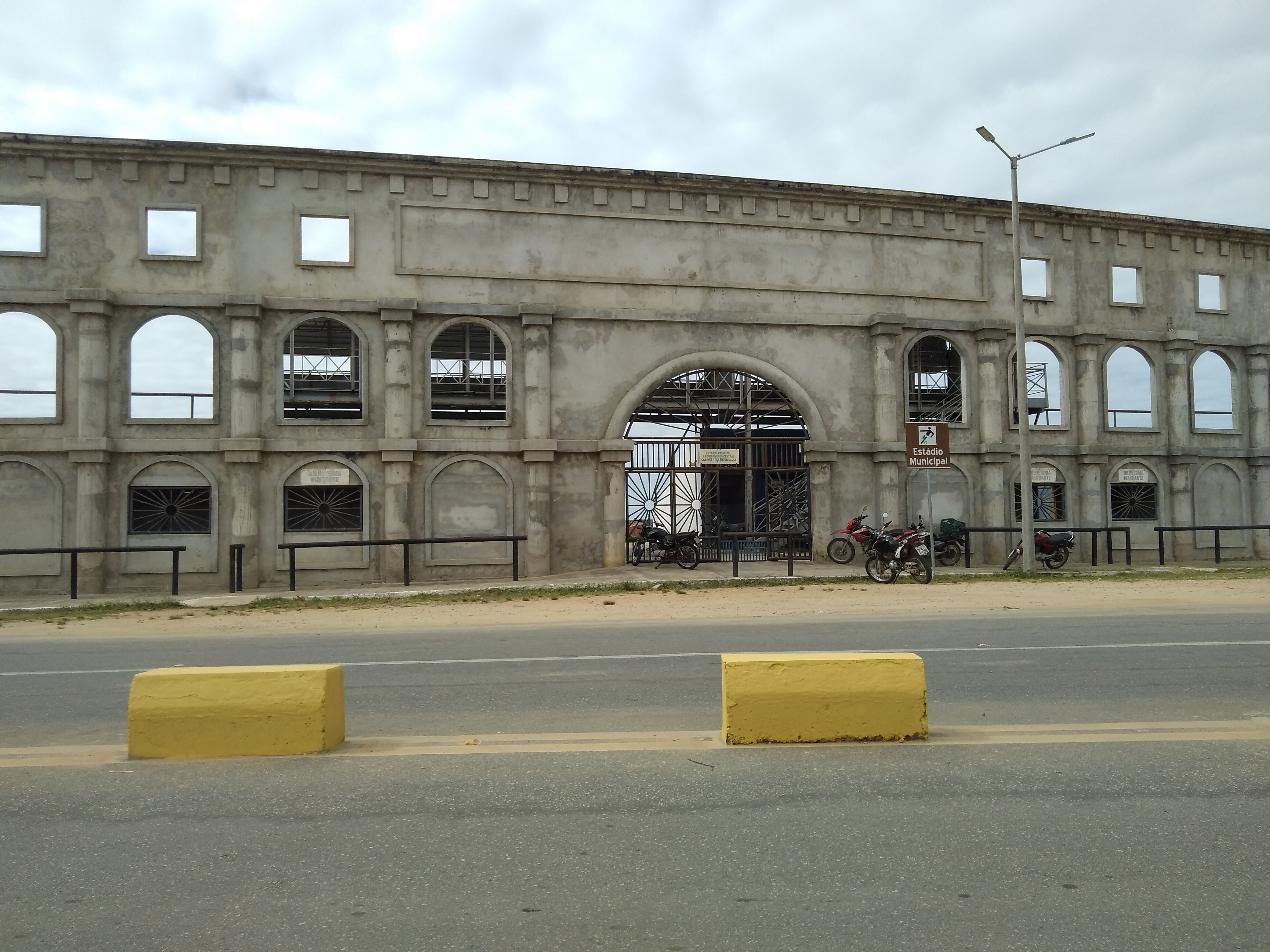
Estádio Coliseu.

Em 2014 o jornal Folha de S. Paulo informou que a cidade estaria recebendo um estádio de futebol com capacidade de 20 mil pagantes, maior do que a população local. Com um custo de R$1,3 milhão a obra foi financiada por emendas parlamentares e pelo dinheiro da prefeitura. Atualmente, o estádio é conhecido como "Coliseu do Sertão" (nome oficial: Coliseu Mateus Aquino) e sua capacidade é de apenas 5.000 pessoas.
Nesta época, foi fortalecido o Alto Santo Esporte Clube (criado em 2007), que levou o futebol local a uma posição de destaque em nível estadual e conseguiu ser campeão da 3ª divisão do Campeonato Estadual em 2015 e campeão estadual da 2ª divisão em 2016. Com o resultado de 2016, o time de futebol passaria a integrar a divisão principal do campeonato cearense de futebol, porém o time desistiu após a derrota eleitoral do grupo governista nas eleições municipais. Também no futsal cearense, a equipe do Alto Santo ganhou destaque nos últimos anos.
Alto Santo é famosa por ser a cidade da cantora e compositora Rita de Cássia Oliveira dos Reis, cujas canções estão presentes no imaginário cearense, e do poeta Bráulio Bessa.

## Política
A administração municipal localiza-se na sede, Alto Santo.
Segundo informações do Tribunal Regional Eleitoral, a lista de prefeitos eleitos pode ser visualizada da seguinte forma:
| Nome                                                 | Partido | Mandato                | Vice-prefeito                              | Observações | Vereadores eleitos |
| ---------------------------------------------------- | ------- | ---------------------- | ------------------------------------------ | --- | --- |
| 1958 - Instalação oficial do Município de Alto Santo |         |                        |                                            | | |
| José Bezerra de Sousa                                | UDN/PSD | 1958-1962              | José Machado Nogueira (PSD)                | Candidatura única | PSD: Barnabé Leonel Maia, Afonso Ferreira Lopes, Osvaldo Barros Maia e José Nonato Sobrinho. UDN: José Rogério Cabó, Maria Bezerra e Francisco Florêncio Freire |
| José Machado Nogueira                                | PSD     | 1962-1966              | Luiz Clementino Freire (PSD)               | Venceu a chapa José Rogério Cabó (UDN)/ José Ednir Maia Chaves (UDN)                                                                                     | PSD e Frente Democrática: José Martins do Nascimento, Jesus Ribeiro Bessa, Francisco França Nogueira e Osvaldo Barros Maia. UDN: Evilazio Maia Chaves, Manoel Cardoso de Moura e Francisco Florêncio Freire. |
| José Rogério Cabó                                    | ARENA 2 | 1966-1970              | Afonso Ferreira Lopes (ARENA)              | Disputou contra os candidatos da ARENA 1 (Luiz Clementino Freire/ Francisco França Nogueira) e do MDB (José Ednir Maia Chaves/ Francisco Assis Nogueira) | ARENA 1:Pedro Ferreira Lima e Euclides Magalhães ARENA 2: Vicente Avelino das Neves, Francisco Florêncio Freire e Manuel Cardoso de Moura MDB: José Evilásio Maia Chaves e José Nonato Sobrinho |
| Moacir Bezerra Freire                                | ARENA 2 | 1970-1972              | José Martins da Cunha                      | Diferença de apenas 9 votos entre os dois primeiros candidatos. Venceu a chapa da ARENA 1 (Gerardo Machado Nogueira/ José Martins do Nascimento).        | ARENA: José Lindolfo Maia, Ademar Carneiro, Francisco Martins Filho, Francisco Florêncio Freire, Francisco França Nogueira, Pedro Ferreira Lima, José Valdivino Sobrinho, Lafaiete Ancelmo Pereira e Barnabé Leonel Maia. |
| Ademar Carneiro                                      | ARENA 1 | 1972-1976              | José Martins do Nascimento                 | Venceu a chapa da ARENA 2 (José Rogério Cabó/ Otacílio Diógenes Paiva)                                                                                   | ARENA: Francisco França Nogueira, Francisco Holanda Guedes, Francisco Martins Filho, Juarez Rodrigues Guimarães, Manoel Machado Freire, José Magalhães Cabó, Maria Bezerra, Lafaiete Ancelmo Pereira e Pedro Ferreira Lima |
| Moacir Bezerra Freire                                | ARENA   | 1976-1982              | Maria Terezinha Chagas Bezerra             | Candidatura única | ARENA: Maria Bezerra, Lafaete Ancelmo Pereira, José Batista Filho, João Damacena, Manoel Machado Freire, Francisco Holanda Guedes, Francisco Martins Filho, Francisco Florêncio Freire e Pedro Ferreira Lima |
| Francisco França Nogueira                            | PDS 1   | 1982-1988              | Georgton Porfírio Bezerra                  | Venceu as chapas do PDS 2 (Francisco Francélio de Holanda/Onilson Lopes da Silveira) e do MDB (Gabriel Maia de Andrade/ José Guimarães de Freitas)       | PDS: Lafaete Ancelmo Pereira, José Gilmário Ramalho Labó, Francisco Evandro de Souza, José Batista Filho, João Damacena, Manoel Cláudio Martins, Francisco Florêncio Freire, Manoel Machado Freire e Camilo Nogueira Mendes |
| Moacir Bezerra Freire                                | PDS     | 1988-1992              | José Rogério Cabó                          | Venceu as chapas do PTB (Luiz Machado Nogueira/ Francisco Assis Rabelo Pereira) e do PMDB (Nodge Nogueira Diógenes/Lafaete Ancelmo Pereira)              | PMDB: Manoel Cláudio, Camilo Nogueira Mendes e João Fama Holanda PDS: Maria Rufino Guimarães Cunha, Manoel Machado Freire, João Damacena, Francisco Ramiro Diógenes e Francisco Durval Freire PTB: Francisco Moreira Bessa, Antônio Erandir Alves e Enival Soares Viana                                                          |
| Francisco França Nogueira                            | PSDB    | 1992-31.12.1996        | ?                                          | Venceu a chapa do PFL (Adelmo Queiroz de Aquino) | PDS: Francisco Ramiro Diógenes, Maria de Fátima Meneses Silva, Maria Rufino Guimarães Cunha e João Damasceno PSDB: Pedro Cláudio Nascimento Neto, Francisco Martins Maciel e Vicente Bibiano Caetano PDT: Francisco Assis Rabelo Pereira, Manoel Osir Nogueira Gomes e Nicodemos Gomes Napoleão                                  |
| Moacir Bezerra Freire                                | PPB     | 01.01.1997 -31.12.2000 | ?                                          | Venceu o ex-vereador Nodge Nogueira Diógenes (PSDB) com uma diferença menor do que 200 votos                                                             | PDT: Francisco Assis Rabelo Pereira PSDB: Francisco Martins Maciel, Zacarias Pio Napoleão, Maria Rufino Guimarães Cunha e Pedro Cláudio Nascimento Neto PPB: Francisco Ramiro Diógenes, João Damacena, José Gomes Sousa, Maria de Fátima Meneses e Flávio Ediano Araújo Maia                                                     |
| Francisco França Nogueira                            | PSDB    | 01.01.2001 -31.12.2004 | ?                                          | Venceu o ex-prefeito Moacir Bezerra (PSD) e o candidato Fábio Nogueira (PPS)                                                                             | PP: Cícero Pereira Neto, Flávio Ediano Araújo Maia e José Nezil Guerra Cabó PSDB: Francisco Assis Rabelo Pereira, José Helder Nogueira Bessa, Maria Rufino Guimarães Cunha e Zacarias Pio Napoleão PTB: Pedro Cláudio do Nascimento Neto PSD: João Damacena e Maria de Fátima Meneses Silva PMDB: Francisco Rogério Filho        |
| Adelmo de Queiroz Aquino                             | PPS     | 01.01.2005 -31.12.2008 | Francisco Assis Rabelo Pereira (PTB)       | Venceu o candidato do PP (Rivardo Bezerra - "Maninho"), filho do ex-prefeito Moacir e o candidato do PDT (Fábio Nogueira)                                | PP: Henrique Bessa, Jucelino Sales de Oliveira e Ronaldo Cabó PMDB: Francisco Rogério Filho PSDB: Francisco Martins Maciel (Véi Chico), José Helder Nogueira Bessa e Zacarias Pio Napoleão (Acrísio) PTB: Maria Rufino Guimarães Cunha PL: Francisco Rennio Diógenes Monteiro PSD: João Damacena e Maria de Fátima Meneses Silva |
| Adelmo de Queiroz Alquino                            | PRB     | 01.01.2009 -31.12.2012 | Francisco Assis Rabelo Pereira (PTB)       | Venceu o candidato do PP (Rivardo Bezerra - "Maninho")                                                                                                   | PRB: Maria Genileuda Moura Oliveira, Manoel Antonio Adecilho (Adelino), Francisco Martins Maciel, Jucelino Sales de Oliveira e Zacarias Pio Napoleão PR: Francisco Rennio Diógenes Monteiro PP: João Damaceno e Pedro Cláudio Neto PTB: João Alves Monteiro                                                                      |
| José Iran da Silva Paulino                           | PRB     | 01.01.2013 -31.12.2016 | Maria Genileuda Moura Oliveira (PRB)       | Venceu a candidata do PT (Gilca Bezerra) | PRB: Edísio, Jucelino Sales, Francisco Martins (Véi Chico), Helder Nogueira Bessa, Acrísio e Martinha PMDB: Maninho e João Damacena PT: Ana Paula Holanda PSD: Maria Geudir Gurgel Tavares PR: Rennio Diógenes Monteiro |
| Maria Irisneile Gadelha Sousa Costa                  | PSB     | 01.01.2017-31.12.2020  | Gilca Maria Machado Bezerra (PT)           | Venceu o ex-prefeito Adelmo Aquino (Solidariedade) | Isaac Magalhães Rogério (PSD), Rennio Diógenes (PR), Antonio André Diógenes Cabó (PDT), João Damacena (PDT), Fábio Holanda (PDT), Juscelino Sales (PSD), Edísio Girão Lima (PSD), Plácido Otávio Gomes Neto(PSD), Acrísio (PSD), Pedro Cláudio Martins (PSD) e Maninho Bezerra (PDT)                                             |
| José Joeni Holanda de Araújo                         | PSD     | 01.01.2021-            | Ana Karine Queiroz de Aquino Holanda (PDT) | Venceu a então Prefeita Iris Gadelha, que não conseguiu reeleição. A vice-prefeita eleita é filha do ex-prefeito Adelmo Aquino.                          | Genileuda (PDT), André Cabó (PP), Levi Damasceno (PP), Rênnio (PP), Otacílio Diógenes (PSD), Plácido (PSD), Luan Seguros (PDT), Felipe "Mercier" (PT), Rogério (PSD), Maninho Bezerra (PSD) e Jucelino Oliveira (PDT)* |

* A relação de eleitos não leva em consideração decisões de indeferimentos de registros de candidaturas e cassações. Apenas relaciona a divulgação dos eleitos no dia da eleição.